# Bolitoglossa sima
Bolitoglossa sima é uma espécie de anfíbio caudado pertencente à família Plethodontidae, sub-família Plethodontinae.